# Stanisław Grzywiński (generał)
Stanisław Grzywiński (ur. 13 listopada 1855 we Lwowie, zm. 19 lutego 1927 w Krakowie) – Feldmarschalleutnant (generał dywizji) cesarskiej i królewskiej Armii, generał porucznik Wojska Polskiego.

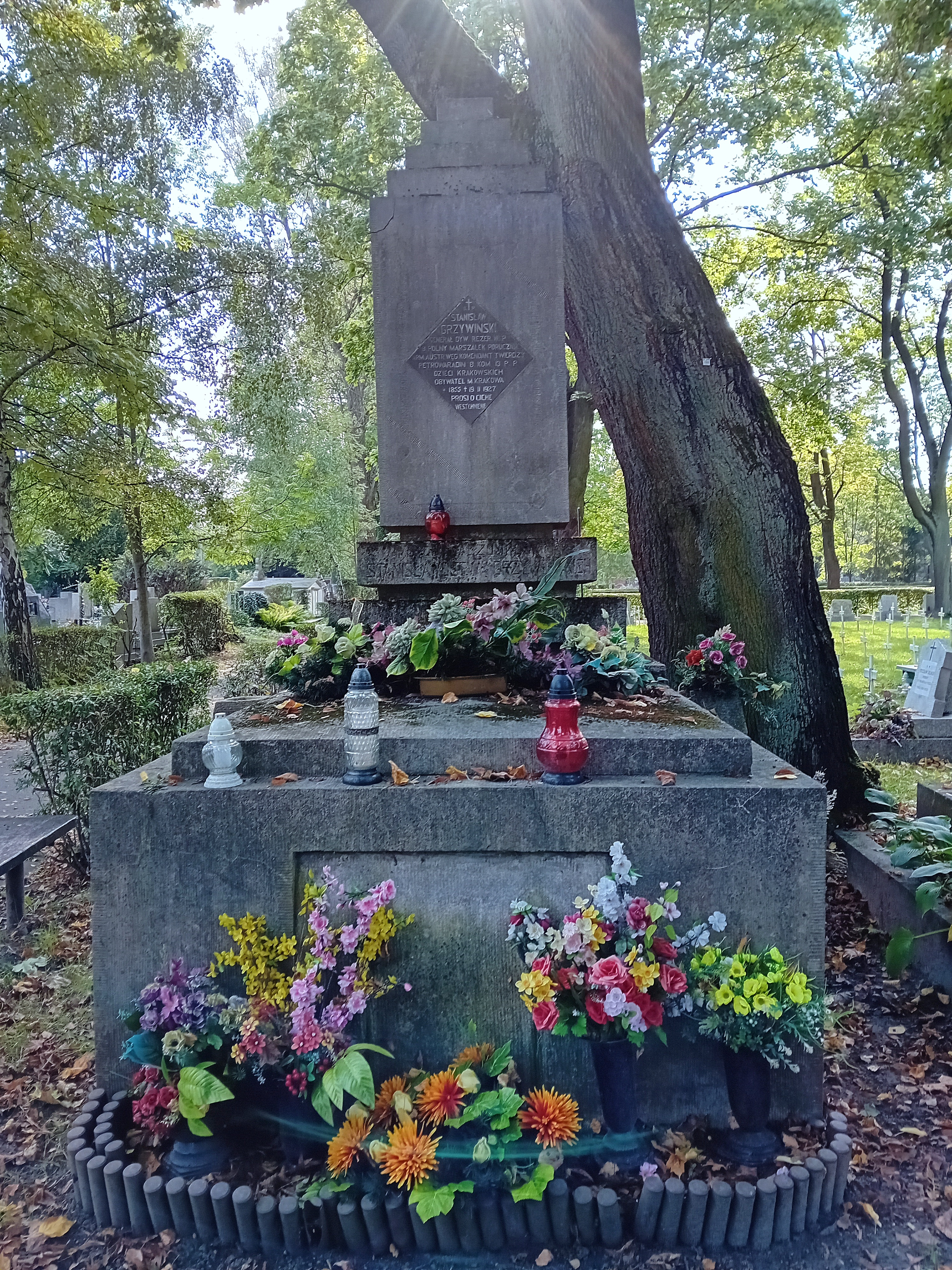
Nagrobek Stanisława Grzywińskiego

## Życiorys
Ukończył szkołę średnią i Akademię Wojskowo-Techniczną w Wiedniu (1875-79). Następnie ukończył Wyższy Kurs Inżynierii i został oficerem sztabowym. Od 1900 dowodził 12 batalionem pionierów. Od 1905 służył w 25 Pułku Piechoty. W 1908 został dowódcą 13 Pułku Piechoty. W 1912 został dowódcą bazy morskiej Pola. W latach 1913–1917 dowódca Twierdzy Petrovaradin. 1 czerwca 1917 przeszedł na emeryturę, lecz reaktywowano go i mianowano przewodniczącym komisji zażaleń w Krakowie.
W listopadzie 1918, na rozkaz generała Roji pozostawał na stanowisku przewodniczącego krakowskiej komisji zażaleń. Po rozwiązaniu komisji od 1 marca 1919 ponownie na emeryturze. 11 września 1919 został przyjęty do Wojska Polskiego z zatwierdzeniem posiadanego stopnia generała porucznika i z zaliczeniem do Rezerwy armii. W 1920 trzykrotnie składał podanie o przyjęcie do służby czynnej, rozpatrzone negatywnie ze względu na podeszły wiek generała i brak odpowiedniego etatowego stanowiska. Osiadł w Krakowie. Został pochowany na Cmentarzu wojskowym przy ul. Prandoty w Krakowie.

## Awanse
- porucznik - 1879
- nadporucznik - 1883
- kapitan II klasy - 1888
- kapitan I klasy - 1892
- major - 1900
- podpułkownik - 1 maja 1905
- pułkownik - 1909
- generał major - 1 listopada 1913
- generał dywizji - 1 maja 1916

## Odznaczenia[3]
- Kawaler Orderu Korony Żelaznej III Klasy
- Krzyż Zasługi Wojskowej
- Odznaka za Służbę Wojskową III Klasy
- Medal Jubileuszowy Pamiątkowy dla Sił Zbrojnych i Żandarmerii
- Krzyż Jubileuszowy Wojskowy
- Krzyż Pamiątkowy Mobilizacji 1912–1913